# Горний Баликлей
Горний Баликлей (рос. Горный Балыклей) — село у Дубовському районі Волгоградської області Російської Федерації.
Населення становить 2656  осіб. Входить до складу муніципального утворення Горнобаликлейське сільське поселення.

## Історія
Село розташоване у межах українського історичного та культурного регіону Жовтий Клин.
Згідно із законом від 14 березня 2005 року № 1026-ОД органом місцевого самоврядування є Горнобаликлейське сільське поселення.

## Населення
| 1862 | 1883  | 1894  | 1896  | 1939  | 1959  | 2010  |
| ---- | ----- | ----- | ----- | ----- | ----- | ----- |
| 1643 | ↗2968 | ↗4139 | ↗4180 | ↘4043 | ↗4139 | ↘2656 |